# Харитонюк, Анатолий Сергеевич
Анато́лий Серге́евич Харитоню́к (род. 22 июля 1951) — советский борец вольного стиля, чемпион и призёр чемпионатов СССР, серебряный призёр чемпионата мира, победитель и призёр Кубков мира, мастер спорта СССР международного класса.

## Биография
Увлёкся борьбой в 1965 году. Выступал в первой наилегчайшей весовой категории (до 48 кг). Участвовал в восьми чемпионатах страны. В 1970 году выполнил норматив мастера спорта СССР. Член сборной команды страны в 1975-1976 годах. Оставил большой спорт в 1977 году. Живёт в Киеве.

## Спортивные результаты
- Вольная борьба на летней Спартакиаде народов СССР 1971 года — ;
- Чемпионат СССР по вольной борьбе 1974 года — ;
- Вольная борьба на летней Спартакиаде народов СССР 1975 года — ;
- Чемпионат СССР по вольной борьбе 1977 года — ;